# Capela de São Roque (Machico)
A Capela de S. Roque é uma capela no extremo oeste de Machico, Madeira, Portugal. Foi construída no século XVIII para substituir a capela em ruínas (de meados do século XV) que aí se encontrava.
Na capela encontram-se um conjunto de painéis barrocos de azulejos historiados, que narram a vida de São Roque. Tem um altar com retábulo barroco, em talha policromada, que data de 1751.